# Квасів
Ква́сів — село в Україні, у Луцькому районі Волинської області. Входить до складу Горохівської міської громади. Населення становить 575 осіб.

## Географія
Селом протікає річка Липа.

## Історія
У 1906 році село Підберезської волості Володимир-Волинського повіту Волинської губернії. Відстань від повітового міста 57 верст, від волості 15. Дворів 127, мешканців 723.
12 червня 2020 року, відповідно до розпорядження Кабінету Міністрів України № 708-р «Про визначення адміністративних центрів та затвердження територій територіальних громад Волинської області», село увійшло в склад Горохівської міської громади.
19 липня 2020 року, в результаті адміністративно-територіальної реформи та ліквідації Горохівського району, село увійшло до складу новоутвореного Луцького району.

## Населення
Згідно з переписом УРСР 1989 року чисельність наявного населення села становила 664 особи, з яких 282 чоловіки та 382 жінки.
За переписом населення України 2001 року в селі мешкала 571 особа. 100 % населення вказало своєю рідною мовою українську мову.

## Відомі люди
- У селі Квасів народилася поетеса Євгенія Лещук.